# Ümit Ertural
Ümit Ertural (* 22. Oktober 1984 in Oberhausen) ist ein deutsch-türkischer Fußballspieler.

## Karriere
Der 1,80 m große Stürmer begann mit dem Fußballspielen beim Turnerbund Oberhausen. Es folgten zwei Jahre in der Jugend von Rot-Weiß Oberhausen und dem MSV Duisburg, bevor er als A-Jugendlicher zum Turnerbund zurückkehrte. Dort schaffte Ertural den Sprung in die erste Mannschaft und spielte in der Bezirksliga. Der Nordrhein-Oberligist SV Adler Osterfeld wurde auf den 18-Jährigen aufmerksam und verpflichtete ihn für die Saison 2003/04, in der er auf 32 Spiele kam und zwei Tore erzielte. Im Sommer 2004 folgte Ertural einem Angebot von Rot-Weiß Oberhausen und gehörte in der Saison 2004/05 zum Kader des Zweitligisten. Beim 1:0 gegen den Karlsruher SC und beim 2:0 gegen die SpVgg Unterhaching kam er zu zwei Einsätzen in der 2. Fußball-Bundesliga. Mit RWO stieg er jedoch am Saisonende in die Regionalliga Nord ab. Die neue Spielzeit begann für den jungen Angreifer denkbar schlecht: Gleich zu Saisonbeginn erlitt er im Spiel gegen den VfL Osnabrück einen Kreuzbandriss und fiel für den Rest der Saison aus. Im Sommer 2007 wechselte Ertural zurück in den Oberhausener Amateurfußball und schloss sich dem A-Kreisligisten SG Oberhausen 92. Ein Jahr später ging er zum SC 1920 Oberhausen, wo er zum Torjäger reifte. Den A-Kreisligisten führte er in der Spielzeit 2010/11 mit 26 Toren zum Aufstieg in die Bezirksliga. Zum Klassenerhalt im Folgejahr steuerte der Stürmer 20 Tore bei. In der Saison 2012/13 verspielte Ertural (32 Spiele, 29 Tore) mit dem Klub erst am letzten Spieltag den Aufstieg in die Landesliga Niederrhein. Daraufhin wechselte er zum Bezirksligisten SC Blau-Weiß Oberhausen-Lirich. Auch mit Blau-Weiß Oberhausen scheiterte Ertural als Tabellenzweiter 2014 am Aufstieg, in 25 Spielen erzielte er 22 Tore. In der Saison 2014/15 gelang dem Stürmer mit seinem Liricher Verein endlich der Aufstieg in die Landesliga, Ertural war daran mit 38 Toren in 32 Spielen beteiligt. In der Landesligasaison 2015/16 stieg er mit BW Oberhausen direkt wieder ab, Ertural erzielte dennoch 24 Saisontore. Zur Saison 2016/17 kehrte er zum mittlerweile wieder in der Kreisliga spielenden SC 1920 Oberhausen zurück, dort wurde er Spielertrainer. Den Verein führte er souverän mit 20 Punkten Vorsprung und 148:45 Toren zur Meisterschaft und zum Aufstieg in die Bezirksliga, Ertural selbst erzielte zwölf Saisontore.